# Sumba (gmina)
Sumba (far. Sumbiar kommuna) – gmina na Wyspach Owczych, duńskim terytorium zależnym na Oceanie Atlantyckim. Graniczy z Vágs kommuna. Siedzibą władz gminy jest Sumba.
Gmina leży w południowej części wyspy Suðuroy. Zajmuje powierzchnię 25 km².
Według danych na 1 stycznia 2014 roku zamieszkuje ją 357 osób.

## Historia
Gmina powstała w 1908 roku w wyniku likwidacji Suðuroyar Prestagjalds kommuna, istniejącej od 1872. Od tamtej pory granice gminy nie ulegały zmianie.

## Populacja
Gminę zamieszkuje 357 osób. Współczynnik feminizacji społeczeństwa wynosi tam niewiele ponad 82 (161 kobiet przypada na 196 mężczyzn). Jest to społeczeństwo starzejące się - ponad 33,5% populacji stanowią osoby powyżej sześćdziesiątego roku życia, podczas gdy mieszkańcy poniżej lat dwudziestu to ok, 17,5% ludności. Największą grupę w przedziałach dziesięcioletnich stanowią osoby w wieku 60-69 lat (15,69%), a niewiele mniejszą ludzie w wieku 50-59 lat (15,41%).
Dane odnośnie do liczby ludności gminy Sumba liczone są od roku 1960. Mieszkało tam wówczas 661 osób, jednak od tamtego czasu liczba ta stale maleje (603 osoby w 1966, 557 w 1977, 542 w 1985, 453 w 1995, 390 w 2005) do 357 z roku 2014. Szczególnie wyraźny był ubytek między rokiem 1990 (515 osób) a 1995 (453), kiedy na Wyspach Owczych miał miejsce kryzys gospodarczy, będący przyczyną licznych emigracji z archipelagu.

## Polityka
Burmistrzem gminy jest Eyðbjørn Thomsen z Partii Ludowej. Prócz niego w radzie gminy zasiadają cztery inne osoby. Ostatnie wybory samorządowe na Wyspach Owczych odbyły się w roku 2012, a ich wyniki w gminie Sumba przedstawiały się następująco:
| Lista | Nazwa partii                    | Głosy | Procent | Mandaty | Mandaty |
| ----- | ------------------------------- | ----- | ------- | ------- | ------- |
| A     | Partia Ludowa (Fólkaflokkurin)  | 194   | 71,06   | 4       | +4      |
| B     | Partia Unii (Sambandsflokkurin) | 79    | 28,94   | 1       | -1      |
|       | Suma                            | 274   | 100     | 5       | 0       |

| Lista A        | Lista A                     | Lista A        | Lista B           | Lista B            | Lista B           |
| Fólkaflokkurin | Fólkaflokkurin              | Fólkaflokkurin | Sambandsflokkurin | Sambandsflokkurin  | Sambandsflokkurin |
| Nr             | Kandydat                    | Głosy          | Nr                | Kandydat           | Głosy             |
| -------------- | --------------------------- | -------------- | ----------------- | ------------------ | ----------------- |
| 1.             | Rúni Lisberg                | 32             | 1.                | Olavus Dam Joensen | 0                 |
| 2.             | Frits Poulsen               | 47             | 2.                | Niclas Hentze      | 25                |
| 3.             | Eyðtór Bech                 | 15             | 3.                | Jákup Lisberg      | 20                |
| 4.             | Eyðbjørn Thomsen            | 65             | 4.                | Hildur Vestergård  | 11                |
| 5.             | Brynleif Bech               | 21             | 5.                | Helgi Beck         | 23                |
| 6.             | Andrea S. Gilstón Danielsen | 14             | 6.                | Bjarni Hentze      | 0                 |
|                | Lista                       | 0              |                   | Lista              | 0                 |

Frekwencja wyniosła 89,80% (na 304 uprawnionych zagłosowało 274 obywateli). Oddano jeden głos wypełniony błędnie i ani jednego pustego.

## Miejscowości wchodzące w skład gminy Sumba
| Miejscowość | Liczba mieszkańców (01.01.2014) | Krótki opis | Zdjęcie                                    |
| ----------- | ------------------------------- | --- | ------------------------------------------ |
| Akrar       | 21                              | Miejscowość założona w 1817 roku. | Znaczek pocztowy przedstawiający Akrar.    |
| Lopra       | 85                              | Miejscowość założona w 1834 roku. Działała tam stacja wielorybnicza do 1953 roku. W latach 80. i 90. odnaleziono tam złoża gazu ziemnego. | Lopra.                                     |
| Sumba       | 251                             | Jest to najdalej wysunięta na południe miejscowość Wysp Owczych. Znajdujący się tam kościół powstał w 1887 roku. Według archeologów okolice Sumby mogą być jednymi z najdłużej zamieszkałych na Wyspach Owczych - ślady bytności człowieka pochodzą z VII wieku. Na południe od miejscowości znajduje się przylądek Akraberg, gdzie ustawiono latarnię morską. | Sumba z widocznym w tle klifem Beinisvørð. |
| Víkarbyrgi  | 0                               | Miejscowość niezamieszkana na stałe od roku 2010. Jest ostatnią osadą na archipelagu, którą dołączono do sieci drogowej (1977). W XIV wieku plaga czarnej śmierci zabiła wszystkich mieszkańców prócz kobiety zwanej Sneppan. | Víkarbyrgi z widocznym w tle Víkarfjørður. |